# Chris Sievey
Christopher Mark Sievey (25 de agosto de 1955 - 21 de junho 2010) foi um músico e comediante inglês conhecido por estar a frente da banda The Freshies entre o final de 1970 e início de 1980 e por seu persona cômica, Frank Sidebottom, a partir de 1984.
Sievey, sob o pseudónimo de "Sidebottom," fez aparições regulares na televisão do Noroeste durante todo o final de 1980 e início de 1990, tendo até mesmo se tornado um repórter do  Granada Reports. Mais recentemente, ele tinha se apresentado no  Frank Sidebottom's Proper Telly Show in B/W para a estação de televisão com sede em Manchester M Channel. Ao longo de sua carreira, Sidebottom fez aparições em estações de rádio como em Manchester na Piccadilly Rádio e na BBC Radio 1 e BBC Radio 5, ao lado de Mark and Lard.

## Início da vida e carreira
Sievey cresceu em Ashton-on-Mersey (a cinco quilômetros de Timperley, a cidade com a qual Frank Sidebottom estaria associado). Em 1971, ele decidiu ter uma carreira musical, indo para Londres com seu irmão, encenar uma sit-in no Apple Records HQ, pedindo para conhecer um dos Beatles. Quando eles foram avisados para deixar o local, eles insistiram em gravar algo, e foram agendados para uma gravação no estúdio depois de tocar uma música para a sede da A & R Tony King.  Sievey posteriormente gravou várias demos, as quais ele enviou para as gravadoras, recebendo muitas cartas de rejeição que ele mais tarde compilou em um livro. Não sendo possível obter um acordo, ele montou sua própria gravadora Razz em 1974.
Lançou duas cassetes em seu próprio nome, em 1975 e 1976.  Girl In My Blue Jeans e All Sleeps Secrets. Em seguida, ele começou a trabalhar sob o nome de "The Freshies", com vários outros músicos envolvidos, incluindo Martin Jackson, Billy Duffy e o ex-baixista do The Nosebleeds, Rick Sarko. Uma série de singles e vários cassetes foram lançados entre 1978 e 1983, a maior parte creditada aos Freshies, mas Baiser (1979) creditado a Chris Sievey, e o EP Red Indian music creditado ao "The Freshies" com Chris Sievey". Em 1981, Sievey tocou na "Some Boys" by Going Red?, banda formada pelo ex-Jilted John Shuttleworth, Graham Fellows. Em 1983, abandonou os Freshies e começou a seguir um novo caminho.

## Frank Sidebottom
Era um personagem facilmente reconhecível pela sua grande cabeça esferoidal, denominada de início como uma caricatura de Max Fleischer. Esta foi feita primeiramente a partir de papel machê, mas mais tarde foi reconstruída com fibra de vidro.
Frank, geralmente vestia um terno afiado estilo 1950, e era mostrado como uma estrela pop aspirante da pequena cidade de Timperley perto de Altrincham, Grande Manchester Seu caráter era alegremente otimista, entusiasta e aparentemente alheio às suas próprias falhas. Apesar de supostamente ter 35 anos (a idade sempre atribuída a Frank independentemente da passagem do tempo), ele ainda vivia na casa de sua mãe, a quem ele fazia freqüentes referências. Sua mãe era aparentemente inconsciente da popularidade de seu filho. Frank as vezes tinha um ajudante chamado de "Little Frank," um fantoche de mão que era uma cópia perfeita de Frank.
A Caracter de Comédia Sra. Merton começou a aparecer como ajudante de Frank em seu programa de rádio Rádio Timperley, e a semelhança dos personagens é evidente, exalando uma sensação de grande ambição que desmente um estilo de vida doméstica no Norte da Inglaterra. Os ex-membros da banda Oh Blimey Big Band de Sidebottom incluem Mark Radcliffe e Jon Ronson, e seu condutor foi Chris Evans.

## Filmografia
- Frank (2014), produção de Lenny Abrahamson